# Limnophyes ikimeneus
Limnophyes ikimeneus är en tvåvingeart som beskrevs av Sasa och Suzuki 1999. Limnophyes ikimeneus ingår i släktet Limnophyes och familjen fjädermyggor. Inga underarter finns listade i Catalogue of Life.